# Valonne
Valonne est une commune française située dans le département du Doubs, la région culturelle et historique de Franche-Comté et la région administrative Bourgogne-Franche-Comté.
Ses habitants sont appelés les Valonnais et Valonnaises.

## Géographie
La commune se trouve au pied de la chaîne du Lomont limitée au sud par la vallée de la Barbèche.

### Climat
Pour des articles plus généraux, voir Climat de la Bourgogne-Franche-Comté et Climat du Doubs.
En 2010, le climat de la commune est de type climat de montagne, selon une étude du Centre national de la recherche scientifique s'appuyant sur une série de données couvrant la période 1971-2000. En 2020, Météo-France publie une typologie des climats de la France métropolitaine dans laquelle la commune est dans une zone de transition entre le climat semi-continental et le climat de montagne et est dans la région climatique  Jura, caractérisée par une forte pluviométrie en toutes saisons (1 000 à 1 500 mm/an), des hivers rigoureux et un ensoleillement médiocre. 
Pour la période 1971-2000, la température annuelle moyenne est de 9,1 °C, avec une amplitude thermique annuelle de 17,1 °C. Le cumul annuel moyen de précipitations est de 1 484 mm, avec 12,4 jours de précipitations en janvier et 11,1 jours en juillet. Pour la période 1991-2020, la température moyenne annuelle observée sur la station météorologique de Météo-France la plus proche, « Sancey-le-grand », sur la commune de Sancey à 8 km à vol d'oiseau, est de 10,2 °C et le cumul annuel moyen de précipitations est de 1 161,7 mm. 
La température maximale relevée sur cette station est de 37,9 °C, atteinte le 24 juillet 2019 ; la température minimale est de −22 °C, atteinte le 20 décembre 2009,,. 
Les paramètres climatiques de la commune ont été estimés pour le milieu du siècle (2041-2070) selon différents scénarios d'émission de gaz à effet de serre à partir des nouvelles projections climatiques de référence DRIAS-2020. Ils sont consultables sur un site dédié publié par Météo-France en novembre 2022.

## Urbanisme

### Typologie
Au 1er janvier 2024, Valonne est catégorisée commune rurale à habitat dispersé, selon la nouvelle grille communale de densité à 7 niveaux définie par l'Insee en 2022.
Elle est située hors unité urbaine et hors attraction des villes,.

### Occupation des sols
L'occupation des sols de la commune, telle qu'elle ressort de la base de données européenne d’occupation biophysique des sols Corine Land Cover (CLC), est marquée par l'importance des territoires agricoles (49,4 % en 2018), une proportion sensiblement équivalente à celle de 1990 (49,7 %). La répartition détaillée en 2018 est la suivante :
forêts (47,6 %), prairies (33,9 %), terres arables (15,5 %), zones urbanisées (3 %). L'évolution de l’occupation des sols de la commune et de ses infrastructures peut être observée sur les différentes représentations cartographiques du territoire : la carte de Cassini (XVIIIe siècle), la carte d'état-major (1820-1866) et les cartes ou photos aériennes de l'IGN pour la période actuelle (1950 à aujourd'hui).

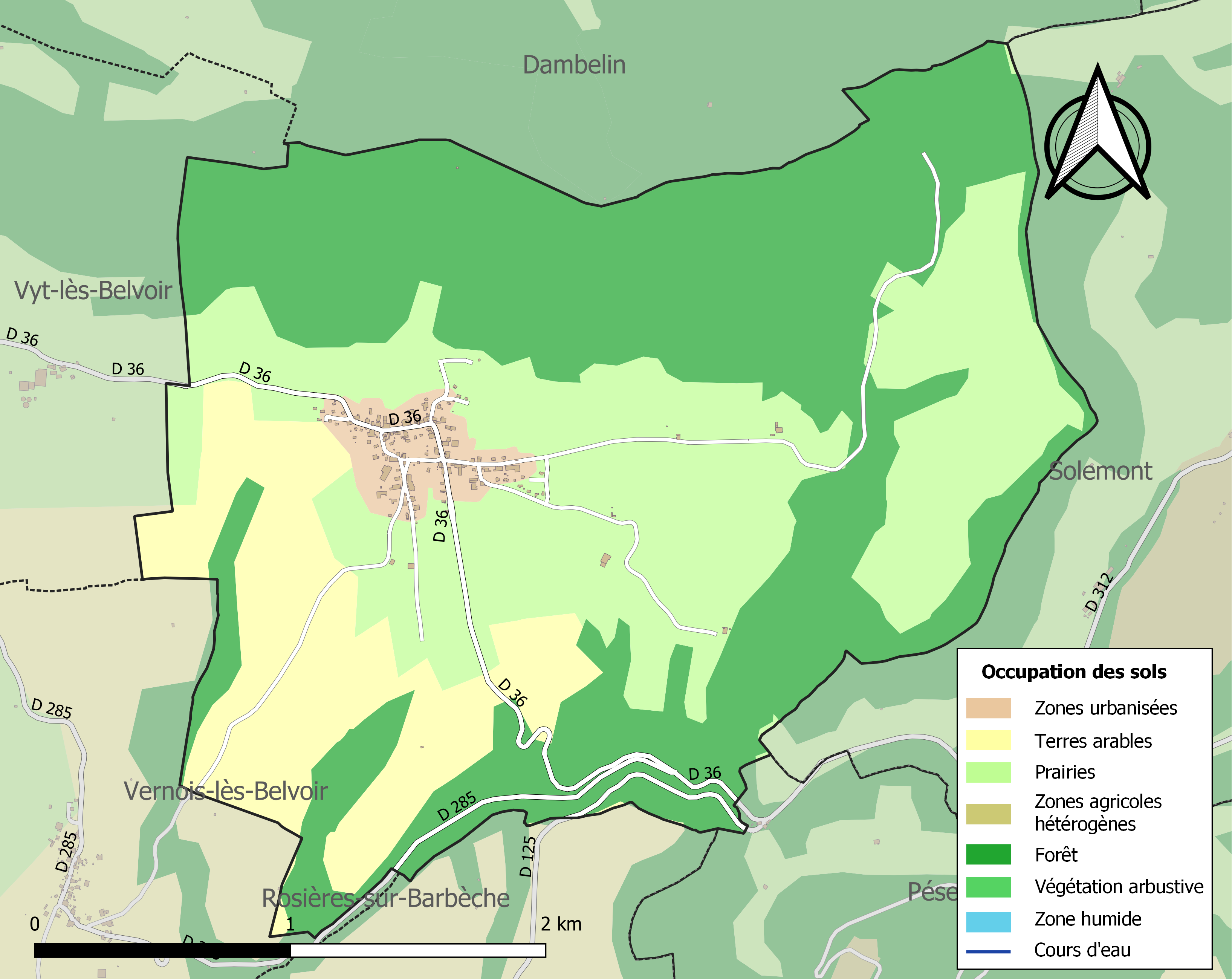
Carte des infrastructures et de l'occupation des sols de la commune en 2018 (CLC).

## Histoire
Valoinnes en 1305 ; Valoines en 1310 ; Vaillonnes en 1339 ; Valoinne en 1400 ; Vallonnes en 1545 ; Vallonne en 1671 ; Valonne à partir de 1805.

## Politique et administration
| Période                                  | Période   | Identité         | Étiquette      | Qualité                  |
| ---------------------------------------- | --------- | ---------------- | -------------- | ------------------------ |
| 1866                                     | 1871      | Charles Ponceot  |                | Propriétaire cultivateur |
| 1871                                     | mai 1888  | Justin Perrey    |                | Propriétaire cultivateur |
| mai 1888                                 | mai 1896  | Joseph Billey    |                |                          |
| mai 1896                                 | mai 1908  | Henri Bailly     |                |                          |
| mai 1925                                 | mai 1929  | Alphonse Boillot |                | Propriétaire cultivateur |
| mai 1929                                 |           | Justin Perrey    |                |                          |
|                                          | mai 1953  | Joseph Bailly    |                |                          |
| mai 1953                                 |           | Justin Perrey    |                |                          |
|                                          | mars 1995 | Gilbert Maître   |                |                          |
| mars 1995                                | mars 2001 | Monique Brie     |                |                          |
| mars 2001                                | mai 2020  | Paul Sandoz      | DVD            | Retraité                 |
| mai 2020                                 | En cours  | Michel Thievent  | Sans étiquette | Agriculteur              |
| Les données manquantes sont à compléter. |           |                  |                |                          |

## Démographie
L'évolution du nombre d'habitants est connue à travers les recensements de la population effectués dans la commune depuis 1793. Pour les communes de moins de 10 000 habitants, une enquête de recensement portant sur toute la population est réalisée tous les cinq ans, les populations de référence des années intermédiaires étant quant à elles estimées par interpolation ou extrapolation. Pour la commune, le premier recensement exhaustif entrant dans le cadre du nouveau dispositif a été réalisé en 2005.

En 2022, la commune comptait 265 habitants, en évolution de +6,85 % par rapport à 2016 (Doubs : +1,88 %, France hors Mayotte : +2,11 %).
| 1793 | 1800 | 1806 | 1821 | 1831 | 1836 | 1841 | 1846 | 1851 |
| ---- | ---- | ---- | ---- | ---- | ---- | ---- | ---- | ---- |
| 268  | 278  | 294  | 363  | 327  | 330  | 335  | 334  | 348  |

| 1856 | 1861 | 1866 | 1872 | 1876 | 1881 | 1886 | 1891 | 1896 |
| ---- | ---- | ---- | ---- | ---- | ---- | ---- | ---- | ---- |
| 283  | 306  | 288  | 306  | 305  | 313  | 325  | 284  | 252  |

| 1901 | 1906 | 1911 | 1921 | 1926 | 1931 | 1936 | 1946 | 1954 |
| ---- | ---- | ---- | ---- | ---- | ---- | ---- | ---- | ---- |
| 269  | 211  | 233  | 192  | 206  | 194  | 214  | 207  | 211  |

| 1962 | 1968 | 1975 | 1982 | 1990 | 1999 | 2005 | 2006 | 2010 |
| ---- | ---- | ---- | ---- | ---- | ---- | ---- | ---- | ---- |
| 196  | 165  | 161  | 171  | 172  | 179  | 204  | 209  | 233  |

| 2015 | 2020 | 2022 | - | - | - | - | - | - |
| ---- | ---- | ---- | - | - | - | - | - | - |
| 248  | 254  | 265  | - | - | - | - | - | - |

## Culture locale et patrimoine

### Lieux et monuments
- L'église Saint-Isidore.
- Parc éolien du Lomont
- Vallée de la Barbèche.

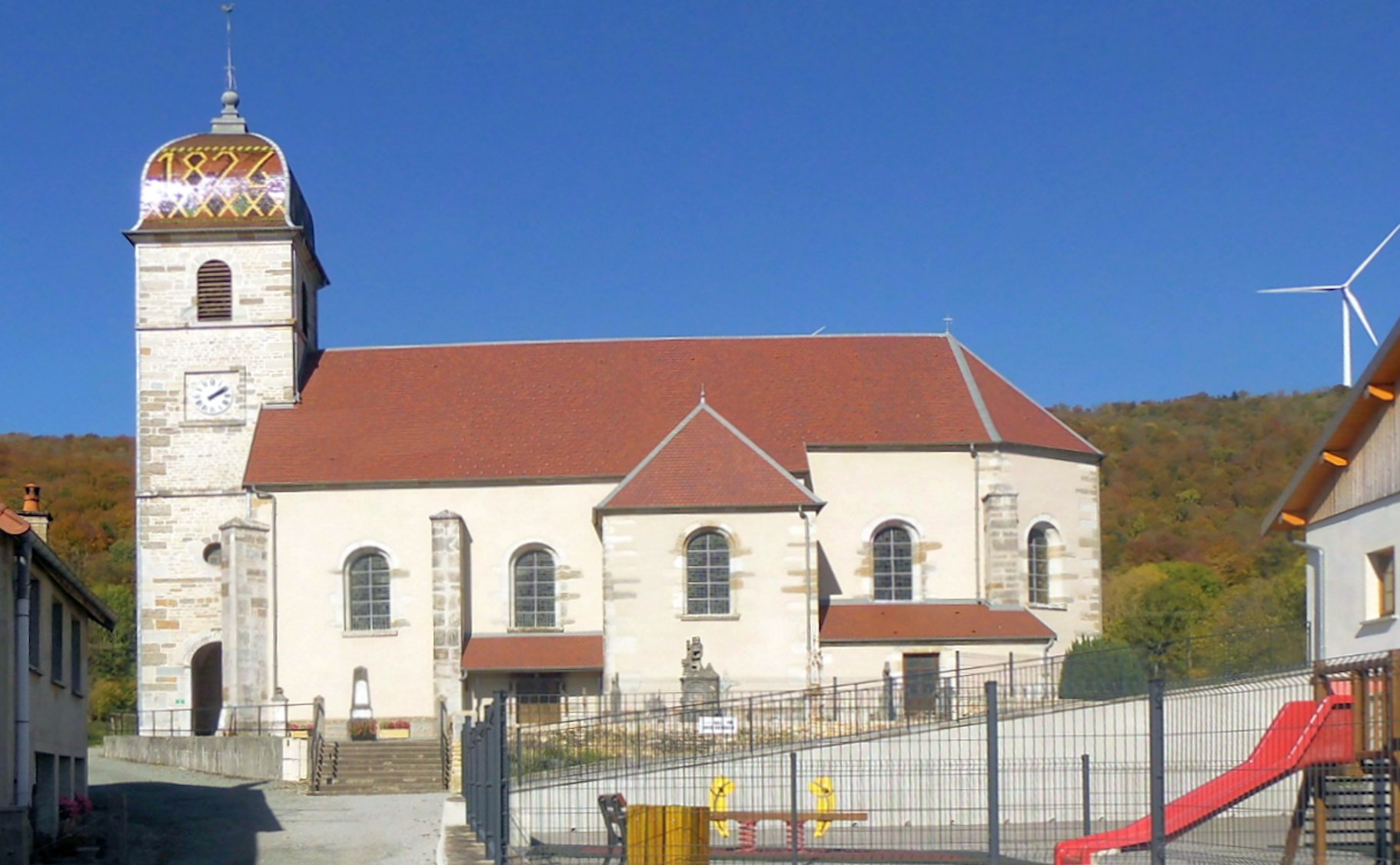
Église Saint-Isidore.
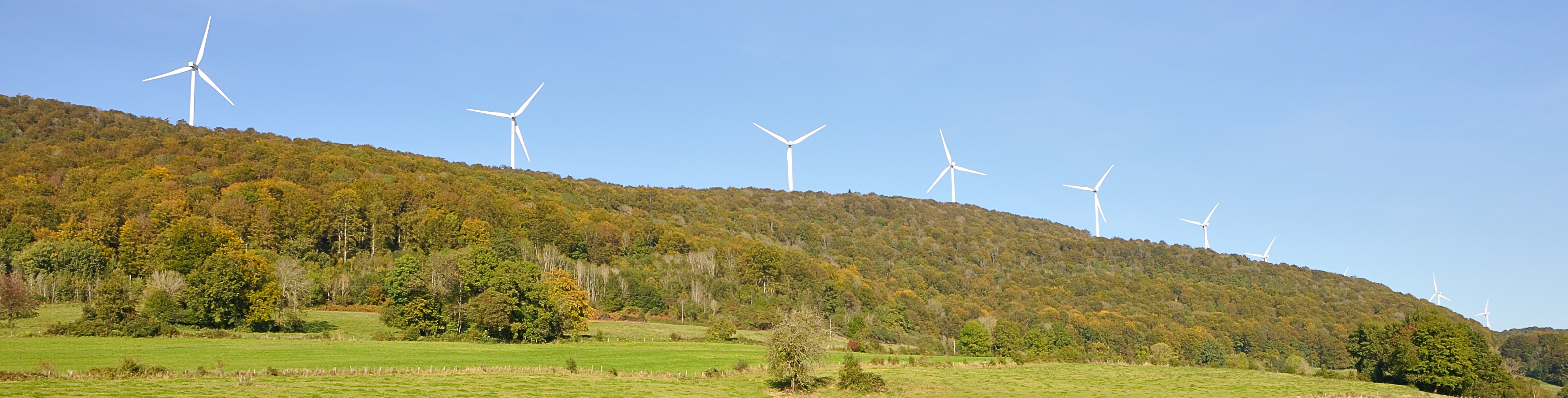
Vue panoramique du parc éolien du Lomont.

### Héraldique
| Blason de Valonne | Blason  | D'azur à la bande de gueules chargée de trois gerbes de blé d'or et bordée de deux filets d'argent accompagnée en chef d'un lion d'or et en pointe d'un chêne du même. |
| Blason de Valonne | Détails | Adopté par la municipalité en 2019. |